# Legends of Runeterra
Legends of Runeterra (сокращенно LoR) — бесплатная коллекционная карточная игра, разработанная и изданная Riot Games. Игра выпущена 29 апреля 2020 года для Microsoft Windows, Android и iOS. Игра была выпущена в открытой бета-версии для Microsoft Windows 24 января 2020 года. Игра находится в той же вселенной, что и League of Legends, популярная MOBA от Riot Games.

## Игровой процесс
Legends of Runeterra это игра, где вы играете со своим соперником 1 на 1. Каждый игрок начинает матч с рукой из четырех игральных карт, выбранных случайным образом из колоды, которую игрок составляет самостоятельно, с привязкой к 20 очкам здоровья и нулевым запасом маны. Перед началом матча у каждого игрока также есть возможность обменять любую из первых четырех карт, которые они вытянули, на другие случайные карты из своей колоды.
После завершения этой фазы оба игрока получают драгоценный камень маны, один игрок получает жетон атаки, а другой - жетон защиты. Только игрок с жетоном атаки может атаковать в этом раунде. После каждого раунда токены переключаются между игроками, и каждый игрок берет случайную карту из своей колоды. По мере увеличения количества раундов увеличивается количество мана-драгоценных камней, которые получает каждый игрок, максимум до 10. В конце каждого раунда любая неиспользованная мана становится заклинанием. Эту ману можно использовать только для разыгрывания карт заклинаний.
Чтобы играть в карты, игроки должны тратить драгоценные камни маны. Есть пять типов карт: чемпионы, последователи, заклинания, оружие и места силы. Чемпионы являются самыми сильными картами в игре, и у каждого есть критерий, который, если выполнен, повысит уровень карты до более мощного. Последователи состоят из всех других обычных играбельных карт. Оружие, это своеобразное усиление чемпиона или последователя, увеличивающие здоровье и/или атаку. Местом силы является карта не имеющее здоровья и урона, но оно имеет определенный эффект который срабатывает при выполнение какого либо условия, и заклинания вызывают эффекты.
После того, как карты сыграны, они могут быть снова использованы, чтобы атаковать или защищаться. При атаке, если нет противостоящих карточных блоков, карта попадет в нексус вражеского игрока, нанося урон, равный его силовому параметру. Если атакующая карта защищена с помощью блокирующей карты, две карты столкнутся, нанося друг другу соответствующие повреждения. Каждая карта также имеет защитный статус. Если полученный урон больше или равен показателю защиты карты, он уничтожается. Удар по вражеской связке с картой не наносит повреждения атакующей карте. Цель игры - довести связь противника до нуля очков здоровья.

## Разработка
Legends of Runeterra была выпущена Riot Games, и ее первый тест состоялся 15 октября 2019 года, совпав с десятой годовщиной League of Legends . Тест длился до 20 октября и был доступен только небольшому количеству игроков.
Во втором превью некоторые игроки посмотрели на режим черновой игры, в котором игроки начинают с нуля и строят колоду из случайного ассортимента карт в своей коллекции. Игроки могут продолжать развивать свою колоду по мере продвижения между играми, играя в режиме Экспедиции. Тест продолжался с 14 по 19 ноября 2019 года.
12 января 2020 года Riot Games объявила, что открытая бета-версия Legends of Runeterra начнется 24 января 2020 года. Учетные записи, которые имели доступ к игре во время ее предварительных обновлений, будут стерты, но Riot заявил, что после запуска открытой бета-версии больше не будет сбрасывать учетные записи.